# پوست‌کاغذی ساق‌دار
پوست‌کاغذی ساق‌دار (نام علمی: Melaleuca stipitata) نام یک گونه از سرده پوست‌کاغذی است.